# Гиндин, Сергей Иосифович
Серге́й Ио́сифович Ги́ндин (11 сентября 1945 — 10 сентября 2024) — советский и российский лингвист, литературовед. Кандидат филологических наук (1974), доцент (1993), заведующий кафедрой теоретической и прикладной лингвистики Института лингвистики РГГУ (1992—2018).

## Биография
Сын историка Иосифа Фроловича Гиндина. Выпускник отделения прикладной лингвистики переводческого факультета Московского педагогического института иностранных языков (1968). В 1972 году защитил кандидатскую диссертацию «Внутренняя организация текста: элементы теории и семантический анализ».
Старший научный сотрудник Отдела корпусной лингвистики и лингвистической поэтики Института русского языка РАН.
Специалист по лингвистике текста, поэтике, лингвистическим проблемам информатики, истории отечественной филологии (особенно по научному наследию Г. О. Винокура, Н. И. Жинкина, М. В. Панова, Ю. С. Мартемьянова, Н. И. Лепской), творчеству В. Я. Брюсова, русской поэзии начала XX века.
В РГГУ с 1991 года. Читал курсы «Лингвистика текста», «Типология и стратификация речи», «Введение в теорию текста», «Филологическое обеспечение коммуникации», «Введение в общую филологию», «Информационная эвристика».
Редактор «Московского лингвистического журнала» (с 2001) и газеты «Первое сентября» (с 1997). Входил в состав редколлегии журнала «Известия РАН. Серия литературы и языка».
Член Московского лингвистического общества, руководитель постоянного семинара «Проблемы текста». Почётный член Международной просодической ассоциации «Эйдос» (Гавайи).
Автор около 300 публикаций.
Умер 10 сентября 2024 года, накануне своего 79-летия. Прах захоронен на Донском кладбище.

## Основные публикации
- Связный текст: формальное определение и элементы типологии / АН СССР. Ин-т рус. яз. М., 1971. 44 с.
- Опыты анализа структуры текста с помощью семантических словарей // Машинный перевод и прикладная лингвистика. Вып. 167. М., 1972. С. 42-112.
- [Сост.]: Структура стихотворной речи: Сист. указ. лит. по общ. и рус. стиховедению / АН СССР. Ин-т рус. яз. М., 1976—1982. Вып. 1-6.
- Проблемы анализа и синтеза целого текста в системах машинного перевода, информационных и диалоговых системах / Всесоюз. центр переводов. М., 1978. 83 с. Соавт. Леонтьева Н. Н.
- Позиционные методы автоматического фрагментирования текста… // Семиотика и информатика. 1978. Вып. 10. С. 32-73.
- What is a Text as a Basic Notion of Text Linguistics // Text as Sentence Continued. Hamburg, 1981. P. 107—111.
- Биография в структуре писем и эпистолярного поведения // Язык и личность. М., 1989. С. 62-77.
- Сост., науч. подгот. текста, коммент.: Зарубежная поэзия в переводах Валерия Брюсова. М.: Радуга, 1994. 394 с.
- Г. О. Винокур в поисках сущности филологии // Изв. Акад. наук. Сер. лит. и языка. 1998. Т. 57, № 2. С. 3-18.
- Отв. ред. (совм. с Н. Н. Розановой): Язык. Культура. Гуманитарное знание: Науч. наследие Г. О. Винокура и современность / РАН. Ин-т рус. яз. им. Виноградова. М.: Науч. мир, 1999. 485 с.